# NGC 3006
NGC 3006 is een lensvormig sterrenstelsel in het sterrenbeeld Grote Beer. Het hemelobject werd op 25 januari 1851 ontdekt door de Ierse astronoom William Parsons.

## Synoniemen
- MCG 7-20-55
- ZWG 210.37
- NPM1G +44.0144
- KUG 0946+442
- PGC 28235